# Elektrorevize
Elektrorevize se zabývají kontrolou, správou a evidencí veškerých zařízení, které jakýmkoliv způsobem využívají elektrický proud. Cílem elektrorevize je předejít hrozícím úrazům elektrickým proudem.

## Charakteristika
Elektrorevizí můžeme označit komplexní prohlídkou a kontrolou veškerých elektrických zařízení zejména z pohledu bezpečnosti. V praxi se rozlišuje několik druhů elektrorevizí. Jsou jimi vstupní, pravidelné a mimořádné elektrorevize. Z hlediska subjektu elektrorevize pak rozlišujeme revize elektroinstalací, hromosvodů, strojů a ručního nářadí.

## Legislativa
Vykonávání elektrorevizí na území České republiky přikazují tři zejména tři zákony:
- zákon č. 102/2001 Sb. – pojednává o odpovědnosti výrobce
- zákon č. 378/2001 Sb. – věnuje se pracovněprávní odpovědnosti
- zákon č. 401/1964 Sb. – týká se soukromé sféry, občanské odpovědnosti

### Normy
Požadavky na výkon elektrorevizí pak určují normy. Základní normou je ČSN 33 1500. Tato státní norma určuje, které elektrické zařízení podléhají nutnosti absolvování elektrorevize. Dále také stanovuje revizní lhůty – časové intervaly, v kterých je nutné vykonávat pravidelné elektrorevize. Na tuto normu navazuje několik dalších norem, vyhlášek a nařízení. Další významnou normou, a to pro revize hromosvodů, je ČSN 62305-3.